# Mbaye Leye
Mbaye Leye (* 1. Dezember 1982 in Birkelane) ist ein ehemaliger senegalesisch-belgischer Fußballspieler und heutiger Trainer. 

## Als Spieler

### Verein
Im Jahr 2000 wechselte Leye vom heimischen Dakar Université Club in den französischen Amateurbereich zu OC Cesson-Sévigné und später zur Reservemannschaft des FC Lorient. Ab 2007 spielte er in der belgischen Ersten Division für verschiedene Vereine, zunächst beim SV Zulte Waregem, dann KAA Gent und Standard Lüttich. Im Januar 2012 kehrte er aus Lüttich zum SV Zulte Waregem zurück. Nach Stationen beim KSC Lokeren und erneut SV Zulte Waregem spielte er in der Saison 2017/18 beim KAS Eupen. Im August 2018 verpflichtete ihn dann Royal Excel Mouscron. Dort endete mit Abschluss der Saison 2018/19 seine aktive Spieler-Laufbahn, bei der Leye insgesamt drei Mal den belgischen Pokal gewann.

### Nationalmannschaft
Von Mai bis August 2008 absolvierte Leye drei Partien für die senegalesische A-Nationalmannschaft, darunter zwei Spiele in der WM-Qualifikation.

### Erfolge
- Belgischer Pokalsieger: 2010, 2011, 2017
- Ebbenhouten Schoen: 2013

## Als Trainer
Am 10. Juni 2019 wurde die Verpflichtung von Leye als Co-Trainer ab der Saison 2019/20 durch Standard Lüttich bekannt gegeben. Er wird dort künftig zusammen mit Éric Deflandre die Arbeit von Michel Preud’homme unterstützen. Nachdem Preud’homme Anfang Juni 2020 vom Traineramt bei Standard zurücktrat und der neue Trainer Philippe Montanier selbst Mickaël Debeve als Co-Trainer mitbrachte, einigte sich der Verein Mitte Juni 2020 mit Leye auf eine einvernehmliche Trennung.
Am 26. Dezember 2020 wurde Montanier von Standard als Trainer entlassen, nachdem der Verein auf Platz 11 der Tabelle abgerutscht war. Leye kehrte nunmehr als Cheftrainer zurück. Am 30. Dezember 2020 wurde ein Vertrag bis zum Ende der Saison 2020/21 vereinbart. Nachdem der Verein nach dem 10. Spieltag der Saison 2021/22 lediglich 13 Punkte hatte und auf Platz 12 der Tabelle stand, trennte er sich Anfang Oktober 2021 von Leye.
Im Sommer 2022 wurde er vom Ligakonkurrenten SV Zulte Waregem als neuer Trainer verpflichtet. Nachdem der Verein seit Mitte September 2022 auf einen der drei Abstiegsplätze stand, trennte er sich Mitte März 2023 von Leye. Nach knapp zehn Monaten ohne Verein übernahm Leye dann im Januar 2024 den abstiegsgefährdeten Zweitligisten RFC Seraing, konnte mit ihm aber sportlich den Klassenerhalt nicht erreichen und sollte am Ende der Spielzeit in die drittklassige 1. Division Amateure absteigen. Durch die nach Abschluss der Saison gemeldete Insolvenz des KV Oostende verblieb der RFC Seraing in der Spielzeit 2024/2025 jedoch zweitklassig.